# Neocompsa gaumeri
Neocompsa gaumeri är en skalbaggsart som först beskrevs av Bates 1892.  Neocompsa gaumeri ingår i släktet Neocompsa och familjen långhorningar. Inga underarter finns listade i Catalogue of Life.